# Coelogyne albobrunnea
Coelogyne albobrunnea är en orkidéart som beskrevs av Johannes Jacobus Smith.
Coelogyne albobrunnea ingår i släktet Coelogyne och familjen orkidéer. Inga underarter finns listade i Catalogue of Life.